# Ratibor Plania
Ratibor Plania – zlikwidowana wąskotorowa stacja kolejowa w Raciborzu, w dzielnicy Płonia. Była końcową stacją linii kolei wąskotorowej do stacji Gliwice Trynek.

## Historia
Stacja powstała w 1903 roku. Obsługiwała kolej wąskotorową do Gliwic. Została zamknięta 25 maja 1939 roku z powodu powodzi, która przerwała pobliskie wały. Nie została już ponownie uruchomiona, gdyż w 1940 roku do toru łączącego Płonię z Lukasyną dotarła budowa kanału Ulga i nie zdecydowano się na budowę mostu kolejowego dla wąskotorówki, kładąc jednocześnie kres tej linii. Stacja została ostatecznie zlikwidowana w roku 1945. Obecnie nie ma śladu po stacji i torach, a na jej miejscu znajduje się Zespół Szkolno-Przedszkolny nr 3. Ponadto ze stacji prowadziła bocznica do zakładów ZEW (dawniej Siemens-Planiawerke).